# 天主教揚斯敦教區
天主教揚斯敦教區（拉丁語：Dioecesis Youngstonensis）是美國一個羅馬天主教教區，屬辛辛那提總教區。成立於1943年5月15日。
範圍包括俄亥俄州東北部，教座位於揚斯敦。2010年有教友244,123人（佔轄區總人口19.0%）、112個堂區、155名司鐸。現任教區主教喬治·V·默里。